# Murō Saisei

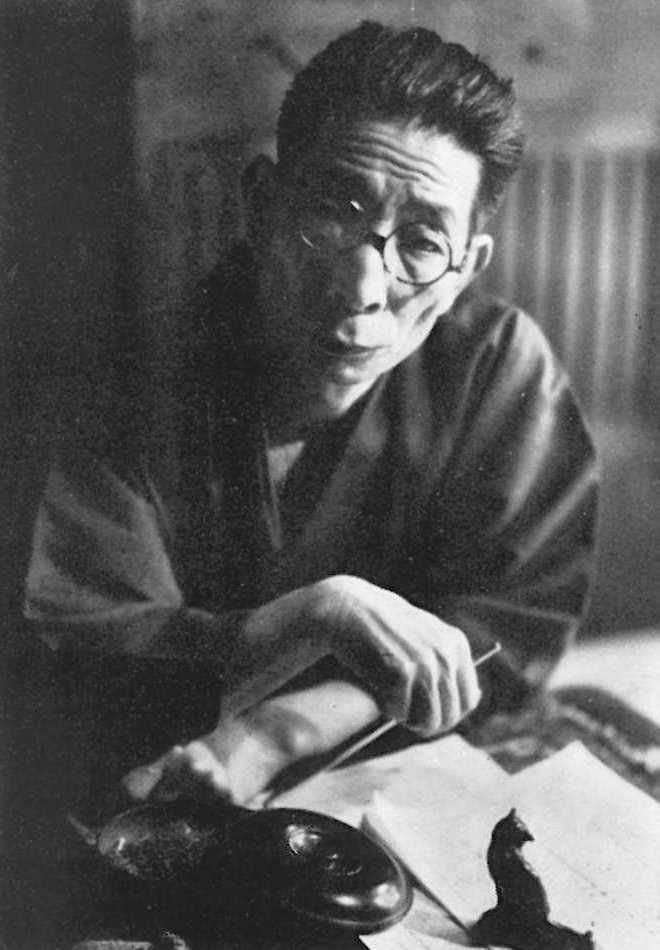
Murō Saisei

Murō Saisei (japanisch 室生 犀星; * 1. August 1889 in Kanazawa, Präfektur Ishikawa; † 26. März 1962 in Tokio), eigentlich Obata Terumichi (小畠 照道), war ein japanischer Lyriker, Erzähler und Romancier.

## Leben und Wirken
Murō wurde als illegitimer Sohn eines ehemaligen Feudalbeamten geboren und im Alter von 6 Jahren der Murō-Familie adoptiert. In seiner Jugend arbeitete er als Laufbursche an einem Distrikt-Gerichtshof. Sein Vorgesetzter, der nebenbei Haiku unterrichtete, führt ihn in die Literatur ein.
1910 verließ Murō Kanazawa und ging  nach Tōkyō. Dort lernte er über seine Beiträge zur Zeitschrift „Zamboa“ (朱欒, eine Art Pampelmuse) Kitahara Hakushū und Hagiwara Sakutarō kennen. Man schätze ihn bald als geborenen Lyriker, der kurze Gedichte in freiem Stil und einer leicht unorthodoxen klassischen Sprache schrieb. 1916 gründete er zusammen mit Hagiwara Sakutarō die Lyrikzeitschrift Kanjō (感情).
Nach seiner Heirat 1918 kam Murō in Kontakt mit  Akutagawas, unter dessen Einfluss er lyrische, autobiografische Novellen zu schreiben begann. Werke aus dieser Zeit sind „Aus meiner Kindheit“ (幼年の時代, Yōnen no jidai), „Als ich zum Sex erwachte“ (性に目覚めるころ; Sei ni mezameru koro) und „Der Tod eines gewissen Mädchens“ (ある少女の死まで, Aru shōjo no shi made). Sie alle erschienen 1919. Danach verlor er zunehmend den Kontakt mit der Literaturentwicklung in Japan.
Murōs längste Erzählung, „Aprikosenmädchen“ (杏子、Anzukko) wurde 1958 mit dem Yomiuri-Preis ausgezeichnet. Am Ende seiner Schaffenszeit steht ein Lebensbericht „Kagerō no nikki ibun“ (かげろふの日記遺文), worin sich das Bild der eigenen Mutter mit dem anderer Frauen überlagert und die tiefe Sehnsucht nach ihr ausgestaltet wird. Er erhielt 1959 den Noma-Preis für dieses Werk.
1960 stiftete Murō den Murō-Saisei-Lyrikpreis.

## Werke (Auswahl)
- Ai no Shinshū (1918) – (Liebeslieder)
- Jojō Shōkyokushū (1918) – (Lyrische Melodien)
- Ani imotō (1934) – (dt. „Bruder und Schwester“, 1965)
- Anzukko (1957) – („Das Mädchen Aprikose“)
- Kagerō no Nikki Ibun (1959) – (Nachschrift zum Kagerō Nikki d. i. „Das Tagebuch einer Eintagsfliege“, um 975 von Fujiwara no Michitsuna no Haha)